# Milan Badelj
Milan Badelj (Zagreb, Croacia, 25 de febrero de 1989) es un futbolista croata que juega como centrocampista. Además ha sido internacional con la selección de fútbol de Croacia.

## Trayectoria
A los 6 años ingresó en el Ponikve, un club amateur de su ciudad. Allí pasó su infancia hasta que un equipo más poderoso de la capital croata se interesó por él, ese equipo fue el NK Zagreb. 

### Dinamo Zagreb
Milan Badelj se unió en 2007 al Dinamo Zagreb cuando tenía 17 años, poco después de desligarse de la cantera del rival de la capital, el NK Zagreb. Durante la temporada 2007/08, Badelj fue cedido a préstamo al Lokomotiva Zagreb de la tercera división de Croacia para acumular experiencia y ritmo de juego. En el Lokomotiva jugó un total de 28 encuentros y anotó siete goles, colaborando en el ascenso del equipo a la Druga HNL.
Pese a tener una corta edad, ya se lo consideraba como el futuro reemplazante de Luka Modrić, figura del Dinamo que partió al fútbol inglés en 2008, concretamente al Tottenham Hotspur.
A su regreso al Dinamo, jugó un total de 48 partidos y marcó seis goles en la temporada 2008/09, logrando la liga croata y la Copa de Croacia. Continuó en buena forma y se asentó como habitual titular en temporada 2009/10, donde anotó 13 goles en 36 partidos y logró otra liga. En la siguiente campaña, llegó a portar la cinta de capitán en algunos partidos.
Sus buenas actuaciones le valieron la convocatoria a la selección croata y ya consolidado como una de las estrellas del conjunto de Zagreb, fue elegido como capitán del equipo pese a ser muy joven. De esta manera, en su última temporada en el club (2011/12), consiguió su cuarto título de liga consecutivo. 
El 13 de agosto de 2012, el Hamburgo alemán, confirmó oficialmente la contratación de Badelj durante un lapso de tres años por una cantidad aproximada a los cuatro millones de euros. Su último encuentro con el Dinamo fue en la ronda de play-offs de la Liga de Campeones de la UEFA 2012-13 frente al Maribor, donde marcó en propia puerta y anotó el tanto de la victoria en el partido de ida disputado en Zagreb. Después del encuentro, partió a Alemania a vestir los colores del Hamburgo.

### Hamburgo
El 1 de septiembre de 2012 debutó con el Hamburgo en la segunda jornada de la 1. Bundesliga 2012-13, en la derrota por 2-0 frente al Werder Bremen. El 27 de noviembre, frente al Schalke 04, anotó su primer tanto desde los doce pasos al minuto 92' para decretar el 3-1 a favor de los Dinosaurios.

## Selección nacional

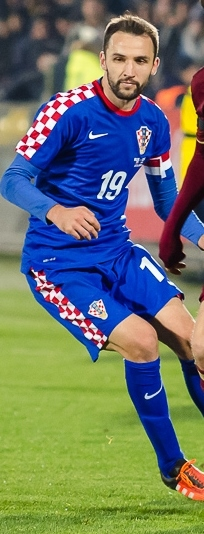
Badelj jugando para Croacia en 2015.

Ha sido internacional con la selección de fútbol de Croacia en 55 ocasiones y cuenta con dos goles a su favor.
Badelj acumuló un total de 54 partidos con las selecciones juveniles de Croacia sub-16, sub-17, sub-18, sub-19, sub-20 y sub-21. Debutó de manera competitiva con la selección absoluta en un encuentro clasificatorio para la Eurocopa 2012 ante Malta. Ese día, también anotó su primer tanto con la selección. Croacia se clasificó para la Eurocopa 2012 y Milan entró en la lista final de Croacia para disputar el torneo realizado en Polonia y Ucrania, sin embargo no se le dio oportunidad de jugar.
El 14 de mayo de 2014 el seleccionador croata Niko Kovač incluyó a Badelj en la lista provisional de 30 preseleccionados para la Copa Mundial de Fútbol de 2014, sin embargo fue excluido de la lista final de 23 jugadores. A pocos días de iniciarse el partido del debut ante Brasil, el centrocampista Ivan Močinić se lesionó a última hora por lo que la Federación Croata de Fútbol (HNS) solicitó a la FIFA la autorización para sutituir a Močinić. La FIFA aceptó la solicitud y Badelj entró en la lista final de 23 jugadores.
El 4 de junio de 2018 el seleccionador Zlatko Dalić lo incluyó en la lista de 23 para el Mundial.
En la Copa Mundial de Fútbol de 2018 jugó 3 partidos para la selección de Croacia. Marcó un gol contra Islandia y colaboró, desde el banco de suplentes, en la obtención del subcampeonato para Croacia.

### Participaciones en Eurocopas
| Eurocopa                       | Sede              | Resultado        | Partidos | Goles |
| ------------------------------ | ----------------- | ---------------- | -------- | ----- |
| Campeonato Europeo Sub-17 2005 | Italia            | Cuarto lugar     | 5        | 0     |
| Eurocopa 2012                  | Polonia y Ucrania | Primera fase     | 0        | 0     |
| Eurocopa 2016                  | Francia           | Octavos de final | 4        | 0     |
| Eurocopa 2020                  | Europa            | Octavos de final | 0        | 0     |

### Participaciones en Copas del Mundo
| Mundial                        | Sede   | Resultado    | Partidos | Goles |
| ------------------------------ | ------ | ------------ | -------- | ----- |
| Copa Mundial de Fútbol de 2014 | Brasil | Primera fase | 0        | 0     |
| Copa Mundial de Fútbol de 2018 | Rusia  | Subcampeón   | 3        | 1     |

## Clubes
| Club                             | País     | Año       | Partidos | Goles |
| -------------------------------- | -------- | --------- | -------- | ----- |
| G. N. K. Dinamo Zagreb           | Croacia  | 2007-2012 | 182      | 35    |
| N. K. Lokomotiva Zagreb (cedido) | Croacia  | 2007-2008 | 28       | 7     |
| Hamburgo S. V.                   | Alemania | 2012-2014 | 69       | 2     |
| ACF Fiorentina                   | Italia   | 2014-2018 | 140      | 6     |
| S. S. Lazio                      | Italia   | 2018-2020 | 26       | 1     |
| ACF Fiorentina (cedido)          | Italia   | 2019-2020 | 24       | 1     |
| Genoa C. F. C.                   | Italia   | 2020-2025 | 156      | 7     |

## Palmarés

### Campeonatos nacionales
| Título               | Club                   | País    | Año     |
| -------------------- | ---------------------- | ------- | ------- |
| Prva HNL             | G. N. K. Dinamo Zagreb | Croacia | 2008-09 |
| Copa de Croacia      | G. N. K. Dinamo Zagreb | Croacia | 2008-09 |
| Prva HNL             | G. N. K. Dinamo Zagreb | Croacia | 2009-10 |
| Supercopa de Croacia | G. N. K. Dinamo Zagreb | Croacia | 2010    |
| Prva HNL             | G. N. K. Dinamo Zagreb | Croacia | 2010-11 |
| Copa de Croacia      | G. N. K. Dinamo Zagreb | Croacia | 2010-11 |
| Prva HNL             | G. N. K. Dinamo Zagreb | Croacia | 2011-12 |
| Copa de Croacia      | G. N. K. Dinamo Zagreb | Croacia | 2011-12 |
| Copa Italia          | S. S. Lazio            | Italia  | 2018-19 |

### Distinciones individuales
| Distinción                                                | Año  |
| --------------------------------------------------------- | ---- |
| Promesa del año en Croacia                                | 2009 |
| MVP contra Islandia en la Copa Mundial de Fútbol de 2018. | 2018 |